# Eduard Löwen
Eduard Löwen (Idar-Oberstein, 28 gennaio 1997) è un calciatore tedesco, difensore o centrocampista del St. Louis City.

## Biografia
Nato in Germania, ha origini russe.

## Carriera

### Club
Il 24 giugno 2022 viene acquistato dal St. Louis City.

### Nazionale
Ha esordito con la nazionale under-21 tedesca il 14 novembre 2017, in occasione della partita di qualificazione all'Europeo 2019 vinta 2-5 contro Israele, sostituendo all'80º minuto Cedric Teuchert.
Contattato dalla Russia per via delle sue origini per i Mondiali 2018, ha declinato la chiamata.

## Statistiche

### Presenze e reti nei club
Statistiche aggiornate al 6 maggio 2023.
| Stagione              | Squadra               | Campionato            | Campionato | Campionato | Coppe nazionali | Coppe nazionali | Coppe nazionali | Coppe continentali | Coppe continentali | Coppe continentali | Altre coppe | Altre coppe | Altre coppe | Totale | Totale |
| Stagione              | Squadra               | Comp                  | Pres       | Reti       | Comp            | Pres            | Reti            | Comp               | Pres               | Reti               | Comp        | Pres        | Reti        | Pres   | Reti   |
| --------------------- | --------------------- | --------------------- | ---------- | ---------- | --------------- | --------------- | --------------- | ------------------ | ------------------ | ------------------ | ----------- | ----------- | ----------- | ------ | ------ |
| mar.-mag. 2017        | Norimberga            | 2L                    | 11         | 0          | CG              | -               | -               | -                  | -                  | -                  | -           | -           | -           | 11     | 0      |
| 2017-2018             | Norimberga            | 2L                    | 32         | 5          | CG              | 3               | 0               | -                  | -                  | -                  | -           | -           | -           | 35     | 5      |
| 2018-2019             | Norimberga            | 2L                    | 22         | 3          | CG              | 1               | 0               | -                  | -                  | -                  | -           | -           | -           | 23     | 3      |
| Totale Norimberga     | Totale Norimberga     | Totale Norimberga     | 65         | 8          |                 | 4               | 0               |                    | -                  | -                  |             | -           | -           | 69     | 8      |
| 2019-gen. 2020        | Hertha Berlino        | BL                    | 7          | 0          | CG              | 0               | 0               | -                  | -                  | -                  | -           | -           | -           | 7      | 0      |
| gen.-giu. 2020        | Augusta               | BL                    | 16         | 2          | CG              | -               | -               | -                  | -                  | -                  | -           | -           | -           | 16     | 2      |
| 2020-2021             | Hertha Berlino        | BL                    | 7          | 0          | CG              | 0               | 0               | -                  | -                  | -                  | -           | -           | -           | 7      | 0      |
| Totale Hertha Berlino | Totale Hertha Berlino | Totale Hertha Berlino | 14         | 0          |                 | 0               | 0               |                    | -                  | -                  |             | -           | -           | 14     | 0      |
| 2021-2022             | Bochum                | BL                    | 26         | 2          | CG              | 2               | 1               | -                  | -                  | -                  | -           | -           | -           | 28     | 3      |
| 2023                  | St. Louis City        | MLS                   | 11         | 2          | USOC            | 1               | 1               | -                  | -                  | -                  | -           | -           | -           | 12     | 3      |
| Totale carriera       | Totale carriera       | Totale carriera       | 132        | 14         |                 | 7               | 2               |                    | -                  | -                  |             | -           | -           | 139    | 16     |

### Cronologia presenze e reti in nazionale
| Cronologia completa delle presenze e delle reti in nazionale ― Germania under 21 | Cronologia completa delle presenze e delle reti in nazionale ― Germania under 21 | Cronologia completa delle presenze e delle reti in nazionale ― Germania under 21 | Cronologia completa delle presenze e delle reti in nazionale ― Germania under 21 | Cronologia completa delle presenze e delle reti in nazionale ― Germania under 21 | Cronologia completa delle presenze e delle reti in nazionale ― Germania under 21 | Cronologia completa delle presenze e delle reti in nazionale ― Germania under 21 | Cronologia completa delle presenze e delle reti in nazionale ― Germania under 21 |
| Data                                                                             | Città                                                                            | In casa                                                                          | Risultato                                                                        | Ospiti                                                                           | Competizione                                                                     | Reti                                                                             | Note                                                                             |
| -------------------------------------------------------------------------------- | -------------------------------------------------------------------------------- | -------------------------------------------------------------------------------- | -------------------------------------------------------------------------------- | -------------------------------------------------------------------------------- | -------------------------------------------------------------------------------- | -------------------------------------------------------------------------------- | -------------------------------------------------------------------------------- |
| 14-11-2017                                                                       | Ramat Gan                                                                        | Israele under 21                                                                 | 2 – 5                                                                            | Germania under 21                                                                | Qual. Europeo Under-21 2019                                                      | -                                                                                | 80’                                                                              |
| 22-3-2018                                                                        | Braunschweig                                                                     | Germania under 21                                                                | 3 – 0                                                                            | Israele under 21                                                                 | Qual. Europeo Under-21 2019                                                      | 1                                                                                |                                                                                  |
| 27-3-2018                                                                        | Kosovska Mitrovica                                                               | Kosovo under 21                                                                  | 0 – 0                                                                            | Germania under 21                                                                | Qual. Europeo Under-21 2019                                                      | -                                                                                |                                                                                  |
| 7-9-2018                                                                         | Fürth                                                                            | Germania under 21                                                                | 3 – 0                                                                            | Messico under 21                                                                 | Amichevole                                                                       | -                                                                                | 46’                                                                              |
| 11-9-2018                                                                        | Dublino                                                                          | Irlanda under 21                                                                 | 0 – 6                                                                            | Germania under 21                                                                | Qual. Europeo Under-21 2019                                                      | -                                                                                | 67’                                                                              |
| 12-10-2018                                                                       | Ingolstadt                                                                       | Germania under 21                                                                | 2 – 1                                                                            | Norvegia under 21                                                                | Qual. Europeo Under-21 2019                                                      | -                                                                                | 73’                                                                              |
| 26-3-2019                                                                        | Bournemouth                                                                      | Inghilterra under 21                                                             | 1 – 2                                                                            | Germania under 21                                                                | Amichevole                                                                       | -                                                                                | 59’                                                                              |
| Totale                                                                           |                                                                                  | Presenze                                                                         | 7                                                                                |                                                                                  | Reti                                                                             | 1                                                                                |                                                                                  |